# Dolmen de Peyrat
Le dolmen de Peyrat est un dolmen situé à Janaillat dans le département de la Creuse.

## Historique
Le dolmen a fait l'objet d'une fouille de sauvetage en juillet 1972.

## Description
C'est un dolmen simple constitué de quatre orthostates et d'une table de couverture. Toutes les dalles sont en granite. La table de couverture, de forme triangulaire avec une face intérieure légèrement bombée, repose sur trois supports. Un bloc situé au nord-est du monument correspond peut-être à un fragment du reste la table dont il se serait détaché. La dalle située au sud pourrait correspondre à la dalle de chevet et celle située au nord à la dalle de fermeture.
| Dalle                                          | Longueur | Largeur/Hauteur | Épaisseur     |
| ---------------------------------------------- | -------- | --------------- | ------------- |
| Couverture                                     | 2,55 m   | 2 m             | 0,30 à 0,70 m |
| Support est                                    | 1,20 m   | 0,90 m          | 0,10 m        |
| Support sud                                    | 1,20 m   | 0,45 m          | 0,45 m        |
| Support ouest                                  | 1,35 m   | 0,60 m          | 0,25 m        |
| Dalle nord                                     | 0,75 m   | 0,80 m          | 0,45 m        |
| Données : Fouille du Dolmen de Peyrat (Creuse) |          |                 |               |

La chambre est orientée au nord-est. De forme rectangulaire, elle mesure 1,35 m de long sur 1,35 m de large. Le tumulus ne dépasse pas 1,10 m de hauteur.

## Mobilier archéologique
Avant fouille, l'intérieur de la chambre comportait une couche de remplissage, jusqu'à 0,40 m du plafond, constituée de blocs granitiques et de limon (arène granitique) composée elle-même de cinq strates distinctes. La céramique découverte comprend cent-quarante tessons découverts dans la chambre (de petite dimension, d'une pâte dure avec un dégraissant en arène granitique) et quarante-deux retrouvés dans le tumulus (du même type que ceux de la chambre ou plus fin). Un vase à col et fond plat a pu partiellement être reconstitué. 
Aucun objet lithique n'a été découvert dans la chambre mais une pointe et trois éclats en silex ont été retrouvés à l'extérieur. Une quinzaine de fragments d'os humains, de très petite taille, ont été recueillis à l'intérieur et à l'extérieur de la chambre.
Les craquelures observées sur les silex et l’éclatement des tessons de céramique suggèrent une incinération. Aucune datation des ossements n'a pu être possible en raison de leur état de détérioration.